# 5099 Iainbanks
Az 5099 Iainbanks (ideiglenes jelöléssel (5099) 1985 DY1) a Naprendszer kisbolygóövében található aszteroida. Henri Debehogne fedezte fel 1985. február 16-án.